# アリーナ・ウシャコワ
アリーナ・ウシャコワ（ロシア語: Арина УШАКОВА、ラテン翻字：Arina Ushakova、1989年12月18日 - ）は、ロシアペルミ出身の女性フィギュアスケート選手。2007年冬季ユニバーシアード競技大会3位。パートナーはセルゲイ・カレフとアレクサンドル・ポポフ。

## 経歴
ペルミに生まれ、5歳のころにスケートを始めた。2000年にアレクサンドル・ポポフとペアを結成し、2002-2003年シーズンよりISUジュニアグランプリに参戦。2004-2005年シーズンにはJGPウクライナ記念で優勝し、JGPファイナルへ出場するなどしたが、シーズン終了後にペアを解散。2005年よりセルゲイ・カレフと新たにペアを結成した。
2005-2006年シーズン、シニアクラスのゴールデンスピンで2位となり、ロシア選手権では7位となる。翌2006-2007年シーズンはISUジュニアグランプリへ出場、表彰台に上ることはなかったが、シニアクラスの2007年冬季ユニバーシアード競技大会で3位となりメダルを獲得した。
2007-2008年シーズンよりコーチをナタリア・パブロワに変更、迎えたロシア選手権で3位となり2008年欧州選手権代表に初選出された。欧州選手権ではショートプログラムおよびフリースケーティングで自己最高得点をマークして5位入賞を果たしたが、シーズン終了後にカップルを解散した。

## 主な戦績
| 大会/年          | 2005-06 | 2006-07 | 2007-08 |
| ---------------- | ------- | ------- | ------- |
| 欧州選手権       |         |         | 5       |
| ロシア選手権     | 7       | 4       | 3       |
| ユニバーシアード |         | 3       |         |
| ネーベルホルン杯 |         | 5       |         |
| ゴールデンスピン | 2       |         |         |
| JGPリベレツ      |         | 8       |         |
| JGPブダペスト    |         | 5       |         |

| 大会/年               | 2002-03 | 2003-04 | 2004-05 |
| --------------------- | ------- | ------- | ------- |
| ロシア選手権          | 9       |         |         |
| JGPファイナル         |         |         | 6       |
| JGPクールシュベル     |         |         | 2       |
| JGPウクライナ記念     |         |         | 1       |
| JGPバルト杯           |         | 2       |         |
| JGPチェコスケート     |         | 3       |         |
| JGPスケートスロバキア | 6       |         |         |
| トリグラフトロフィー  |         | 1       |         |

### 詳細
| 2007-2008 シーズン    |                                                        |         |          |          |
| 開催日                | 大会名                                                 | SP      | FS       | 結果     |
| 2008年1月21日-27日    | 2008年ヨーロッパフィギュアスケート選手権（ザグレブ）   | 5 49.43 | 6 80.91  | 5 130.34 |
| 2008年1月3日-7日      | ロシアフィギュアスケート選手権（サンクトペテルブルク） | 6 53.92 | 3 109.29 | 3 163.21 |
| 2006-2007 シーズン    |                                                        |         |          |          |
| 開催日                | 大会名                                                 | SP      | FS       | 結果     |
| 2007年1月18日-19日    | 第23回冬季ユニバーシアード（トリノ）                   | 3 47.48 | 4 88.80  | 3 136.28 |
| 2007年1月4日-7日      | ロシアフィギュアスケート選手権（モスクワ）             | 4 51.80 | 5 95.88  | 4 147.68 |
| 2006年10月19日-22日   | ISUジュニアグランプリ リベレツ（リベレツ）             | 9 38.61 | 4 75.84  | 8 114.45 |
| 2006年9月29日-10月1日 | ネーベルホルン杯（オベルシュトドルフ）                 | 5 42.77 | 5 82.53  | 5 125.30 |
| 2006年8月31日-9月3日  | ISUジュニアグランプリ ブダペスト（ブダペスト）         | 5 40.62 | 5 71.10  | 5 111.72 |
| 2005-2006 シーズン    |                                                        |         |          |          |
| 開催日                | 大会名                                                 | SP      | FS       | 結果     |
| 2005年11月11日-13日   | ゴールデンスピン（ザグレブ）                           | 2 40.98 | 2 78.53  | 2 119.51 |

| 2004-2005 シーズン     |                                                            |         |         |          |
| 開催日                 | 大会名                                                     | SP      | FS      | 結果     |
| 2004年12月2日-5日      | 2004ジュニアグランプリファイナル（ヘルシンキ）             | 7 36.50 | 4 87.62 | 6 124.12 |
| 2004年9月30日-10月3日  | ISUジュニアグランプリ ウクライナ記念（キエフ）             | 1 50.61 | 1 84.69 | 1 135.30 |
| 2004年8月26日-29日     | ISUジュニアグランプリ クールシュヴェル（クールシュヴェル） | 3 50.36 | 1 84.77 | 2 135.13 |
| 2003-2004 シーズン     |                                                            |         |         |          |
| 開催日                 | 大会名                                                     | SP      | FS      | 結果     |
| 2003年10月30日-11月2日 | ISUジュニアグランプリ グダニスク杯（グダニスク）           | 2       | 2       | 2        |
| 2003年10月2日-5日      | ISUジュニアグランプリ チェコスケート（オストラヴァ）       | 1       | 3       | 3        |
| 2002-2003 シーズン     |                                                            |         |         |          |
| 開催日                 | 大会名                                                     | SP      | FS      | 結果     |
| 2002年10月3日-6日      | ISUジュニアグランプリ スケートスロバキア（ブラチスラヴァ） | 6       | 6       | 6        |